# Cameron Morra
Cameron Morra (* 20. September 1999) ist eine US-amerikanische Tennisspielerin.

## Karriere
Morra begann mit zehn Jahren das Tennisspielen und bevorzugt Rasenplätze. Sie spielt vorrangig Turniere der ITF Women’s World Tennis Tour, bei denen sie bislang aber noch keinen Titel gewinnen konnte.
Ihr Debüt auf der WTA Tour feierte Smith, als sie eine Wildcard für die Qualifikation zu den Volvo Car Open 2017 erhielt. Sie unterlag aber bereits in der ersten Runde Sessil Karatantschewa mit 4:6 und 3:6. Für die Qualifikation zu den Citi Open 2017 bekam sie ebenso eine Wildcard, verlor aber ebenso in der ersten Runde gegen Valentini Grammatikopoulou mit 4:6, 6:4 und 2:6.
Für die Citi Open 2019 erhielt sie sowohl für die Qualifikation für das Einzel als auch für das Doppel eine Wildcard. In beiden Wettbewerben scheiterte sie bereits in der ersten Runde. Im Einzel unterlag sie Warwara Andrejewna Gratschowa mit 3:6 und 1:6, im Doppel verlor sie mit ihrer Partnerin Alana Smith mit 5:7, 6:2 und 1:10 gegen die Paarung Allie Kiick und Sachia Vickery.
Seit August 2019 bestritt sie kein Turnier mehr und flog aus der Weltrangliste. Im Mai 2022 trat sie dann aber beim ITF Charleston an, verlor aber ihr erstes Spiel gegen Sachia Vickery mit 3:6, 6:3 und [4:10].